# Karate a 2020. évi nyári olimpiai játékokon
A 2020. évi nyári olimpiai játékokon a karate versenyszámait augusztus 5. és 7. között rendezték meg. Összesen 8 versenyszámban avattak olimpiai bajnokot. A karate első alkalommal szerepelt az olimpiák történetében.

## Éremtáblázat
(A táblázatokban a rendező nemzet sportolói eltérő háttérszínnel, az egyes számoszlopok legmagasabb értéke vagy értékei vastagítással kiemelve.)
| A 2020. évi nyári olimpiai játékok éremtáblázata karateban | A 2020. évi nyári olimpiai játékok éremtáblázata karateban | A 2020. évi nyári olimpiai játékok éremtáblázata karateban | A 2020. évi nyári olimpiai játékok éremtáblázata karateban | A 2020. évi nyári olimpiai játékok éremtáblázata karateban | Olimpia  |
| ---------------------------------------------------------- | ---------------------------------------------------------- | ---------------------------------------------------------- | ---------------------------------------------------------- | ---------------------------------------------------------- | -------- |
|                                                            | Ország                                                     | Arany                                                      | Ezüst                                                      | Bronz                                                      | Összesen |
| 1.                                                         | Japán (JPN)                                                | 1                                                          | 1                                                          | 1                                                          | 3        |
| 2.                                                         | Spanyolország (ESP)                                        | 1                                                          | 1                                                          | 0                                                          | 2        |
| 3.                                                         | Egyiptom (EGY)                                             | 1                                                          | 0                                                          | 1                                                          | 2        |
| 3.                                                         | Olaszország (ITA)                                          | 1                                                          | 0                                                          | 1                                                          | 2        |
| 5.                                                         | Bulgária (BUL)                                             | 1                                                          | 0                                                          | 0                                                          | 1        |
| 5.                                                         | Franciaország (FRA)                                        | 1                                                          | 0                                                          | 0                                                          | 1        |
| 5.                                                         | Irán (IRI)                                                 | 1                                                          | 0                                                          | 0                                                          | 1        |
| 5.                                                         | Szerbia (SRB)                                              | 1                                                          | 0                                                          | 0                                                          | 1        |
|                                                            |                                                            |                                                            |                                                            |                                                            |          |
| 9.                                                         | Azerbajdzsán (AZE)                                         | 0                                                          | 2                                                          | 0                                                          | 2        |
| 10.                                                        | Törökország (TUR)                                          | 0                                                          | 1                                                          | 3                                                          | 4        |
| 11.                                                        | Kína (CHN)                                                 | 0                                                          | 1                                                          | 1                                                          | 2        |
| 11.                                                        | Ukrajna (UKR)                                              | 0                                                          | 1                                                          | 1                                                          | 2        |
| 13.                                                        | Szaúd-Arábia (KSA)                                         | 0                                                          | 1                                                          | 0                                                          | 1        |
|                                                            |                                                            |                                                            |                                                            |                                                            |          |
| 14.                                                        | Kazahsztán (KAZ)                                           | 0                                                          | 0                                                          | 2                                                          | 2        |
| 15.                                                        | Ausztria (AUT)                                             | 0                                                          | 0                                                          | 1                                                          | 1        |
| 15.                                                        | Egyesült Államok (USA)                                     | 0                                                          | 0                                                          | 1                                                          | 1        |
| 15.                                                        | Hongkong (HKG)                                             | 0                                                          | 0                                                          | 1                                                          | 1        |
| 15.                                                        | Jordánia (JOR)                                             | 0                                                          | 0                                                          | 1                                                          | 1        |
| 15.                                                        | Magyarország (HUN)                                         | 0                                                          | 0                                                          | 1                                                          | 1        |
| 15.                                                        | Tajvan (TPE)                                               | 0                                                          | 0                                                          | 1                                                          | 1        |
|                                                            |                                                            |                                                            |                                                            |                                                            |          |
| Összesen                                                   | Összesen                                                   | 8                                                          | 8                                                          | 16                                                         | 32       |

## Férfi

### Érmesek
| A 2020. évi nyári olimpiai játékok érmesei férfi karateban |                                       |                                       |                                         |
| Versenyszám                                                | Arany                                 | Ezüst                                 | Bronz                                   |
| 67 kg                                                      | Steven Da Costa · Franciaország (FRA) | Eray Şamdan · Törökország (TUR)       | Darkhan Assadilov · Kazahsztán (KAZ)    |
| 67 kg                                                      | Steven Da Costa · Franciaország (FRA) | Eray Şamdan · Törökország (TUR)       | Abdelrahman Al-Masatfa · Jordánia (JOR) |
| 75 kg                                                      | Luigi Busà · Olaszország (ITA)        | Rafael Aghayev · Azerbajdzsán (AZE)   | Hárspataki Gábor · Magyarország (HUN)   |
| 75 kg                                                      | Luigi Busà · Olaszország (ITA)        | Rafael Aghayev · Azerbajdzsán (AZE)   | Sztanyiszlav Horuna · Ukrajna (UKR)     |
| +75 kg                                                     | Sajjad Ganjzadeh · Irán (IRI)         | Tareg Hamedi · Szaúd-Arábia (KSA)     | Araga Rjútaró · Japán (JPN)             |
| +75 kg                                                     | Sajjad Ganjzadeh · Irán (IRI)         | Tareg Hamedi · Szaúd-Arábia (KSA)     | Uğur Aktaş · Törökország (TUR)          |
| Kata                                                       | Kijuna Rjó · Japán (JPN)              | Damián Quintero · Spanyolország (ESP) | Ariel Torres · Egyesült Államok (USA)   |
| Kata                                                       | Kijuna Rjó · Japán (JPN)              | Damián Quintero · Spanyolország (ESP) | Ali Sofuoğlu · Törökország (TUR)        |

## Női

### Érmesek
| A 2020. évi nyári olimpiai játékok érmesei női karateban |                                      |                                           |                                         |
| Versenyszám                                              | Arany                                | Ezüst                                     | Bronz                                   |
| 55 kg                                                    | Ivet Goranova · Bulgária (BUL)       | Anzselika Terljuha · Ukrajna (UKR)        | Bettina Plank · Ausztria (AUT)          |
| 55 kg                                                    | Ivet Goranova · Bulgária (BUL)       | Anzselika Terljuha · Ukrajna (UKR)        | Ven Ce-jün (Wen Tzu-yun) · Tajvan (TPE) |
| 61 kg                                                    | Jovana Preković · Szerbia (SRB)      | Jin Hsziao-jen (Yin Xiaoyan) · Kína (CHN) | Giana Farouk · Egyiptom (EGY)           |
| 61 kg                                                    | Jovana Preković · Szerbia (SRB)      | Jin Hsziao-jen (Yin Xiaoyan) · Kína (CHN) | Merve Çoban · Törökország (TUR)         |
| +61 kg                                                   | Feryal Abdelaziz · Egyiptom (EGY)    | Irina Zaretska · Azerbajdzsán (AZE)       | Kung Li (Gong Li) · Kína (CHN)          |
| +61 kg                                                   | Feryal Abdelaziz · Egyiptom (EGY)    | Irina Zaretska · Azerbajdzsán (AZE)       | Szofja Berulceva · Kazahsztán (KAZ)     |
| Kata                                                     | Sandra Sánchez · Spanyolország (ESP) | Simizu Kijou · Japán (JPN)                | Grace Lau · Hongkong (HKG)              |
| Kata                                                     | Sandra Sánchez · Spanyolország (ESP) | Simizu Kijou · Japán (JPN)                | Viviana Bottaro · Olaszország (ITA)     |